# Leo Moracchioli
Leo Moracchioli (Ålgård, 10 de octubre de 1978) es un músico y productor noruego. Multi-instrumentista, es conocido por sus versiones de canciones populares, que le han hecho ganarse más de 4 millones de seguidores en Youtube con frogleapstudios.

## Carrera
Afincado en Oltedal, Noruega, Moracchioli ha grabado más de 400 versiones, con una tasa de, aproximadamente, una a la semana. Incluyen versiones como "Hello" de Adele, "Sail" de Awolnation, "Poker Face" y "Bad Romance" de Lady Gaga, "Feel Good Inc." de Gorillaz, "Chandelier" de Sia, "Africa" de Toto, "Redemption Song" de Bob Marley, "Old Town Road" de Lil Nas X, y muchas otras. Su versión de "Despacito" con Luis Fonsi se coló en el número 35 del top 40 de singles de Hungría el 10 de agosto de 2017. Moracchioli afirma que, aunque haga versiones, es una salida creativa suficiente para darle su propio toque a las canciones. Además de sus versiones de metal, también hizo una versión "acústica" de "Duality" de la banda de metal Slipknot, utilizando silbatos, timbales y tuba
En cada vídeo, Moracchioli crea los arreglos y toca todos los instrumentos, excepto en un pequeño número de canciones donde algunos colaboradores tocan algún instrumento; a menudo requieren al menos 50 pistas. En la mayoría de sus vídeos solo aparece él, aunque, a veces participan miembros de su familia, así como otros músicos de Youtube
En alguna ocasión ha hecho alguna gira internacional, con su banda Frog Leap. La banda de Frog Leap la componen, además de Leo Moracchioli (voz, guitarra), Erik Torp (bajo), Rabea Massaad (guitarra) y Truls Haugen (voz, batería). El 3 de agosto de 2019, actuaron en el 30° festival Wacken Open Air.
Moracchioli es hijo de padre italiano.
Está divorciado de Stine Moracchioli y tiene una hija nacida en 2011.[cita requerida]